# كورتيس الكسندر
كورتيس الكسندر (بالإنجليزية: Curtis Alexander)‏ هو لاعب كرة قدم أمريكية أمريكي، ولد في 11 يونيو 1974 في ممفيس في الولايات المتحدة.